# Interim van Leipzig
Het  Interim van Leipzig van 1548 was een tijdelijke regeling in godsdienstaangelegenheden tussen keizer Karel V en de protestantse vorsten.
Het Interim van Augsburg van 1548 kreeg veel tegenstand. Om het aanvaardbaar te maken, werkten Philipp Melanchthon en andere protestantse theologen een aanpassing uit in opdracht van keurvorst Maurits van Saksen. Op een vergadering in Alt Zella in november 1548 gaven zij in protestantse zin een uitleg voor de voor hen wezenlijke punten, zoals de rechtvaardiging. Zij aanvaarden niet-wezenlijke zaken of adiaphora, zoals het vormsel, de mis, het gebruik van kaarsen, kledij en heiligendagen.
Het document kreeg de naam Interim van Zella of Klein Interim. Het document werd in december 1548 aangenomen door de standen van Saksen op de landdag in Leipzig. Hierna werd het Interim van Leipzig of Groot Interim genoemd.